# Herz-Jesu-Kirche (Aachen)
Die katholische Herz-Jesu-Kirche (ⓘ), umgangssprachlich: Frankenberger Dom oder Öcher Sacre Coeur wurde 1908 bis 1910 als neoromanische Werksteinbasilika nach Entwurf des Architekten Josef Kleesattel im Frankenberger Viertel im Aachener Stadtteil Burtscheid errichtet. Das Mosaik über dem Altar ist nach dem im Aachener Dom das zweitgrößte im Bistum Aachen. Die Kirche ist dem Patrozinium des Heiligsten Herzens Jesu geweiht.

## Geschichte

### Vorgeschichte
Mit dem Ausbau des Frankenberger Viertels im letzten Viertel des 19. Jahrhunderts wuchs der Bedarf nach einer eigenen Kirche in unmittelbarer Nachbarschaft. Am 23. April 1899 wurde auf Betreiben des Oberpfarrers der Pfarrei St. Michael, Hubert Emanuel Baurs, ein Kirchenbauverein für das Rektorat Herz Jesu gegründet. Die Grundsteinlegung erfolgte am 11. November 1908 in Anwesenheit des Kölner Kardinals Anton Fischer. Um den Bau der Kirche trotz noch ungeklärter Finanzierung realisieren zu können, sah Kleesattel die Errichtung des Gebäudes in drei Bauabschnitten vor. Der letzte Bauabschnitt, eine Erweiterung der Kirche nach Westen um zwei Joche und der Bau des Westturms, wurde nicht mehr durchgeführt.
Die Weihe der im Stil der rheinischen Romanik errichteten Rektoratskirche wurde am 5. Juni 1910 ebenfalls durch Kardinal Anton Fischer vorgenommen. In die Altarplatte des Hochaltars wurden die Reliquien des heiligen Agilolfus, des heiligen Gereon und der heiligen Ursula eingelassen. Die Erhebung zur Pfarre wurde am 9. Juni 1912 gefeiert. Als erster Rektor wurde Wilhelm Diersdorf am 17. Juni 1912 in sein Amt eingeführt.

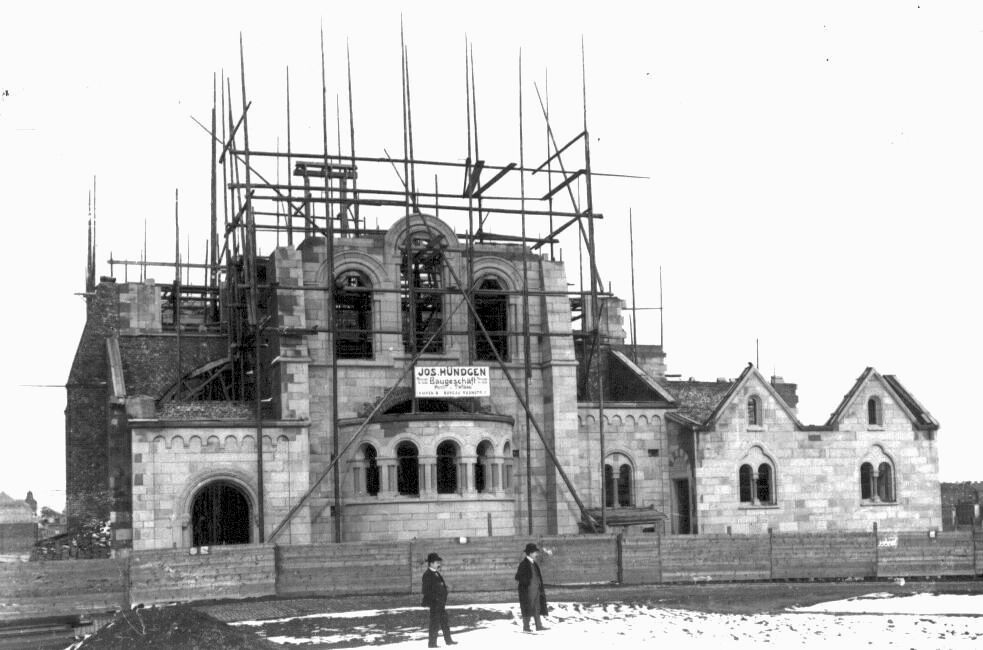
Im Bau befindliche Herz-Jesu-Kirche (1909/1910)
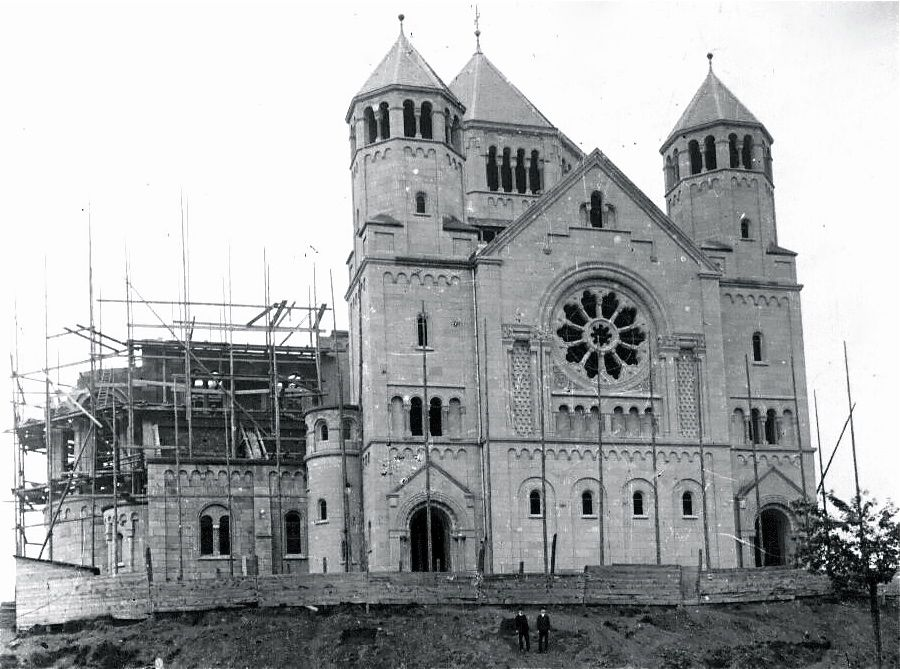
Nordseite der Herz-Jesu-Kirche im Bau (1909/1910)
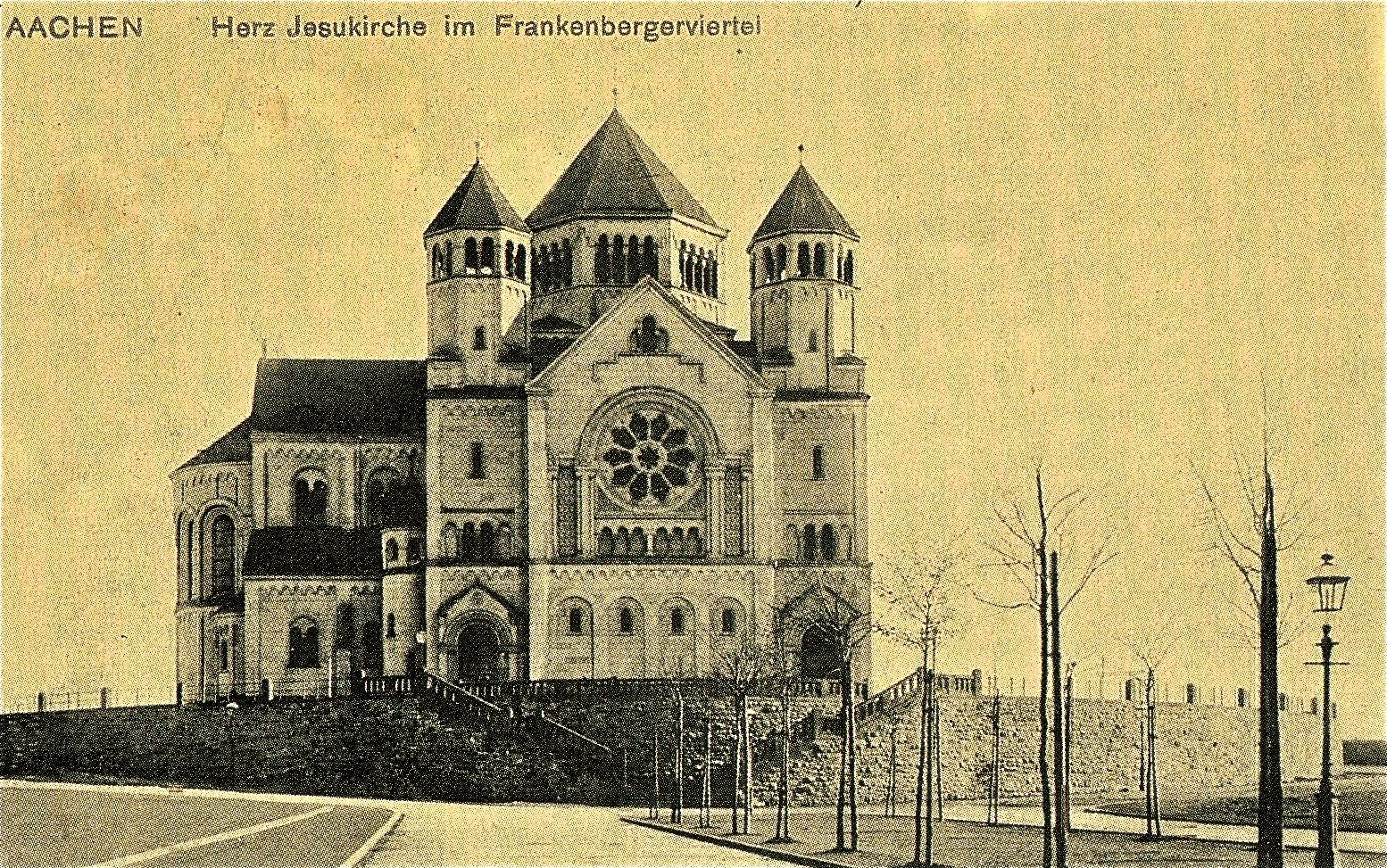
Blick von der noch unbebauten Viktoriaallee auf Herz Jesu (1911)

### Pfarrgemeinde bis 1945
In der Pfarrgemeinde Herz Jesu wurde 1912 der katholische Jünglingsverein, Vorläufer der späteren DJK Frankenberg Aachen, gegründet.
Während des Ersten Weltkrieges wurden die meisten Bronzeglocken der Aachener Kirchen eingeschmolzen. Am 4. April 1917 mussten auch die kleineren Kirchenglocken von Herz Jesu abgeliefert werden. Sie konnten erst 1928 ersetzt werden. Am 6. Oktober 1927 erfolgte die Ernennung von Friedrich Fischer, dem Neffen von Kardinal Anton Fischer, zum Pfarrer der Kirchengemeinde Herz Jesu.
Im Zweiten Weltkrieg wurde die Kirche durch Luftangriffe und Artilleriefeuer schwer beschädigt und teilweise zerstört. Während des Großangriffs auf Aachen in der Nacht vom 13. zum 14. Juli 1943 wurden die Sakristei, das Pfarrheim und das Pfarrhaus von Brandbomben getroffen und brannten aus. Bei dem Fliegerangriff auf Burtscheid am 11. April 1944 wurden außer der Herz-Jesu-Kirche auch St. Johann und St. Michael zerstört. Während der letzten Kriegstage in Aachen war die Kirche am 21. Oktober 1944 das Ziel von schwerem Artilleriebeschuss. Zum Kriegsende waren die Kuppel und Teile des Daches der Kirche eingestürzt, die Sakristei, die Apsis an der Südfassade und der Josefsaltar zerstört, der Hauptturm und das Altarmosaik stark beschädigt. Notdürftig wurde die erhalten gebliebene Kreuzwegkapelle vom zerstörten Kirchenraum abgetrennt, so dass am 26. November 1944 bereits wieder der erste Gottesdienst abgehalten werden konnte.

### Nachkriegsära
Zunächst wurde provisorisch das Dach wiederhergestellt, um insbesondere die Orgel vor den Einflüssen der Witterung zu schützen. Die Fenster der Rosette hinter dem Altar wurden mit Mauerwerk verschlossen. Am 23. Januar 1949 wurde die provisorisch wiederhergestellte Herz-Jesu-Kirche erneut ihrer Bestimmung übergeben. Ein umfassender Wiederaufbau des Bauwerks wurde im Jahr 1955 weitgehend abgeschlossen. Bei weiteren Sanierungsarbeiten in den 1960er Jahren stellte sich heraus, dass große Teile des Gebäudes einsturzgefährdet waren, so dass umfangreiche Baumaßnahmen erforderlich wurden, die erst 1969 abgeschlossen wurden.
Zu Beginn der 1970er fasste man die bauliche Erweiterung der Kirche in Betracht, der dritte, von Kleesattel geplante Bauabschnitt sollte mit dem Bau zwei weiterer Joche und des Westturms ausgeführt werden. Infolge der Neuordnung der Pfarrgrenzen durch bischöflichen Erlass vom 1. Oktober 1971 verkleinerte sich das Pfarrgebiet von Herz Jesu erheblich, woraufhin die Baupläne nicht realisiert wurden. Im Jahr 1977 erfolgte eine umfassende Sanierung und Verblendung der Westfassade mit Tuffstein sowie die Einrichtung einer Tageskapelle. Im Jahr 1987 wurde der provisorische Holzaltar durch einen Volksaltar ersetzt, der am 11. November 1987 geweiht wurde.
Eine weitreichende Sanierung der Kirche und der Orgel wurde 2006 abgeschlossen. Eine Rekonstruktion der zum Teil schadhaften Mosaiken steht gegenwärtig noch aus.

### Zusammenlegung der Burtscheider Pfarren

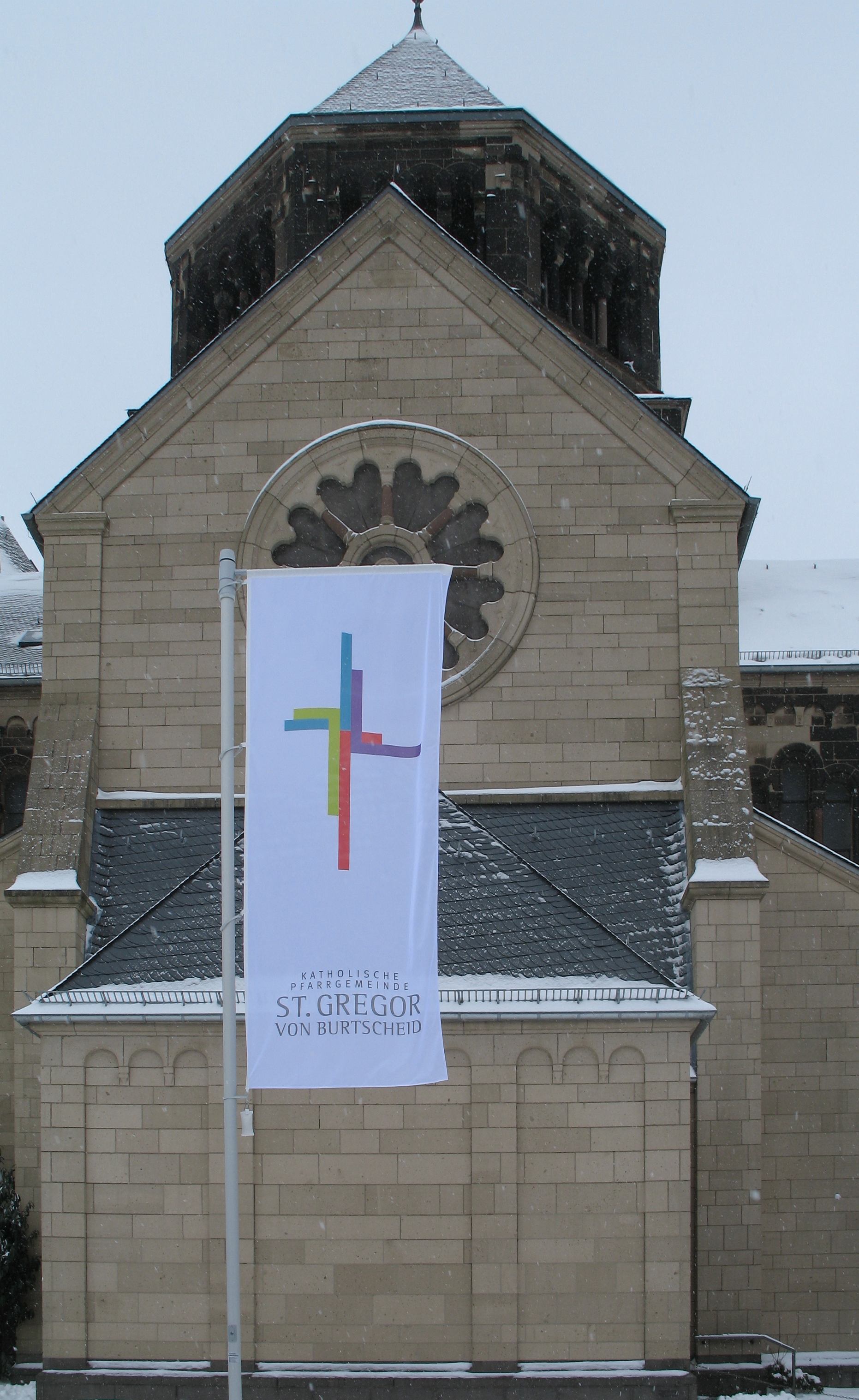
Flagge der am 1. Januar 2010 neu gegründeten katholischen Gesamtpfarrei „St. Gregor von Burtscheid“

Von 1912 bis 2009 besaß die Herz-Jesu-Kirche eine selbstständige Pfarrei. 1998/99 schloss sich die damals vakante Herz-Jesu-Pfarre mit der Nachbarpfarrei St. Michael-Burtscheid und St. Aposteln zu einem Gemeindeverband unter der Leitung des Oberpfarrers Heribert August zusammen, der bis dato Pfarrer von St. Michael und St. Aposteln gewesen war. Aus wirtschaftlichen und pastoralen Gründen beschloss der Bischof von Aachen, Heinrich Mussinghoff, am 28. August 2009 die Zusammenlegung der vier Burtscheider Pfarren St. Michael-Burtscheid mit St. Aposteln, Herz Jesu, St. Gregorius und St. Johann Baptist mit Wirkung zum 1. Januar 2010 zu einer Gesamtpfarre „St. Gregor von Burtscheid“. Der Name der Pfarre geht auf Gregor von Kalabrien zurück, den ersten Abt der Reichsabtei Burtscheid. Die Pfarrkirche der neuen Großgemeinde ist St. Michael.
Die alte Sakristei der Herz-Jesu-Kirche wurde aus wirtschaftlichen Erwägungen zum Pfarrbüro für die Katholische Pfarrgemeinde St. Gregor von Burtscheid umgebaut. Die Sakristei der Herz-Jesu-Kirche wurde stattdessen in der Kreuzwegkapelle untergebracht. Das nahegelegene Pfarrhaus wurde einer anderen Bestimmung zugeführt.

## Baugeschichte

### Baugrund
Bei der Bebauung des Frankenberger Viertels mussten zahlreiche Geländeabschnitte eingeebnet werden, um eine geschlossene Wohnbebauung zu ermöglichen. Auf dem Gebiet der heutigen Herz-Jesu-Kirche befand sich ein Felsvorsprung, der aus oberdevonischen Condroz-Sandsteinen und Tonschiefern gebildet wurde. Um die ungünstige Topografie des Bauplatzes auszugleichen, war der Bau einer 5 Meter hohen Stützmauer erforderlich. Die Aktiengesellschaft Frankenberg, welche die Erschließung des Viertels betrieb, beteiligte sich an der Finanzierung der Kosten für die Stützmauer in Höhe von 30.000 Mark. Sie schenkte zusätzlich ein Grundstück für den Bau des Pfarrhauses und verkaufte der Gemeinde kostengünstig Grundstücke für kirchliche Einrichtungen, um die unvorteilhafte Lage des Bauplatzes der Kirche zu kompensieren.

### Kirchengebäude

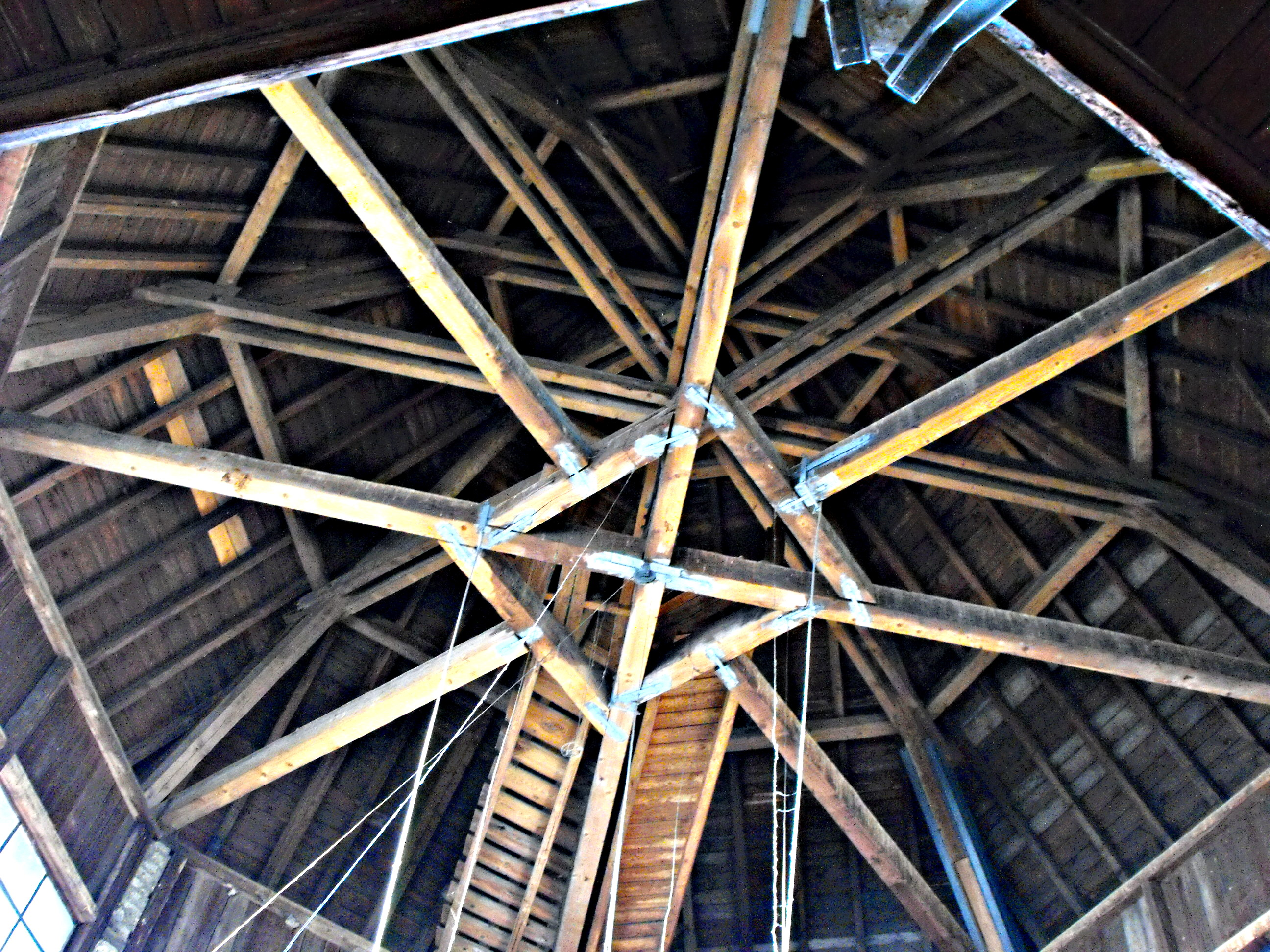
Kirchturmkonstruktion

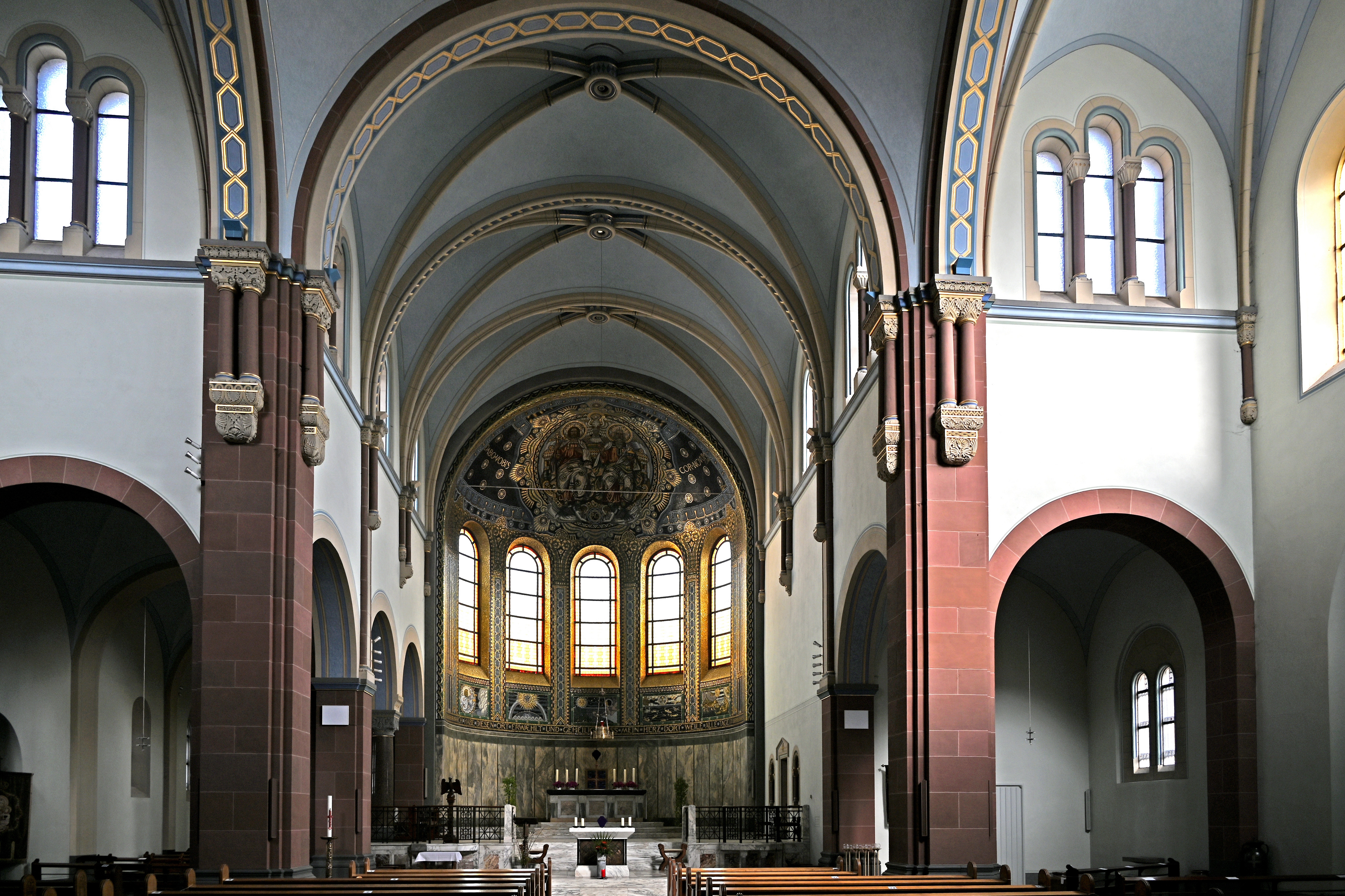
Innenraum

Die Herz-Jesu-Kirche gehört zu den wenigen Sakralbauten, die Anfang des 20. Jahrhunderts im Erzbistum Köln in neoromanischer Bauweise ausgeführt wurden. Bis 1913 war hier der neogotische Baustil üblich.
Die Schwierigkeiten bei der Baufinanzierung lassen sich auch an der Architektur nachvollziehen. Während die zur Viktoriaallee gelegene nördliche Seitenfassade aufwändig gestaltet ist, wurde die gegenüber liegende Seite eher nüchtern und ohne Zierelemente ausgeführt. In der Planungsphase der Kirche wurde der Grundriss um 90° gedreht und das ursprünglich nach Süden ausgerichtete Gebäude geostet, so dass der Hauptaltar mit den byzantisierenden Mosaiken heute in Richtung der aufgehenden Sonne orientiert ist. Ursprünglich war geplant, den Altar in einer zur Südseite – in Richtung Erzbergallee – gewandten Apsis aufzustellen, die Orgelbühne sollte an der Nordseite – zur Viktoriaallee ausgerichtet – platziert werden. Erst Geldspenden, u. a. erhebliche Zuwendungen der Besitzer der Aktienspinnerei Hilden und Reuver, die während der Bauphase getätigt wurden, ermöglichten den Bau der nach Osten ausgerichteten Choranlage. Der von Josef Kleesattel geplante Westturm und die westlichen Joche wurde nie gebaut, so dass der Grundriss heute unsymmetrisch wirkt. Aufgrund der morphologischen erhöhten Position des Baugrundes bildet die detailreiche Nordfassade der Kirche heute den architektonisch dominierenden Abschluss der Viktoriaallee.
Der heutige Turm der Kirche hat eine Höhe von 38 m und überragt damit die Kirchenkuppel um mehr als 17,50 m. Der Schlussstein der gemauerten Kuppel wurde am 25. Juni 1909 eingefügt. Die beiden flankierenden Türme, in denen die Kirchenglocken untergebracht sind, sind mit 30 m Höhe etwas niedriger gehalten. Im Zweiten Weltkrieg wurde die Kirche durch Bombentreffer und Artilleriebeschuss, insbesondere in den letzten Kriegstagen, stark beschädigt und teilweise zerstört, da Soldaten der Wehrmacht von der Turmgalerie aus die vorrückende US-Armee an der Einnahme von Aachen hindern wollten. Insbesondere die Südwand mit einer Apsis, in der ursprünglich der Hochaltar aufgestellt werden sollte, wurde beim Bombenangriff vom 11. April 1944 schwer beschädigt, so dass die Apsis abgerissen werden musste. Sie beherbergte bis zu ihrer Zerstörung die Krippe und wurde nicht wieder aufgebaut.
Die Sakristei wurde im Zweiten Weltkrieg mehrfach von Bomben getroffen. In der Nacht zum 14. Juli 1943 brannte sie nach einem Bombenangriff aus und wurde zunächst mit der barocken Einrichtung der ehemaligen St.-Leonard-Kapelle wiederhergestellt. Während des schweren Bombenangriffs auf Burtscheid am 11. April 1944 wurde die provisorisch wiederhergerichtete Sakristei von einer Sprengbombe völlig zerstört. Um den Kirchenbetrieb auch in der teilzerstörten Kirche aufrechterhalten zu können, wurde eine provisorische Sakristei hinter dem Hauptaltar eingerichtet. Nach dem Krieg wurde die Sakristei in den 1950er Jahren wieder aufgebaut. Hier befindet sich auch ein kleineres Vortragekreuz, das von den Professoren der Aachener Werkkunstschule Wilhelm Giesbert und Hein Minkenberg geschaffen wurde.
Die ursprüngliche Fensterverglasung des Chorraumes, die vom Düsseldorfer Künstler Theodor Winter geschaffen wurde, wurde im Krieg vollständig zerstört und später durch eine moderne Verglasung ersetzt.
Das Kirchengestühl und die Beichtstühle im neoromanischen Stil sind teilweise noch im originalen Zustand erhalten. Die reich verzierten Beichtstühle werden dem Aachener Bildhauer Dunstheimer zugeschrieben. Das Chorgestühl mit der Balustrade wurde der Ausstattung der Kirchen San Clemente in Rom und San Marco in Venedig nachempfunden.

### Kapellen
Der ursprüngliche Eingangsraum der Kirche wurde nach 1918 als Kriegergedächtniskapelle umgestaltet. Eine Inschrift in der Decke „Wandernd auf blutigem Pfad schwandet ihr Kämpfer der Heimat. Der nach Golgota ging gebe euch Heimat und Ruhe“ verdeutlicht die Umnutzung. In den Jahren 1921 bis 1925 wurde die Kapelle durch Bernhard Gauer mit einer Darstellung des Kreuzweges Jesu Christi ausgestaltet. Aufgrund der starken Zerstörung des Kirchengebäudes diente diese Kreuzwegkapelle der Kirchengemeinde in den ersten Nachkriegsjahren als Notkirche, in der der Marienaltar provisorisch aufgestellt war.

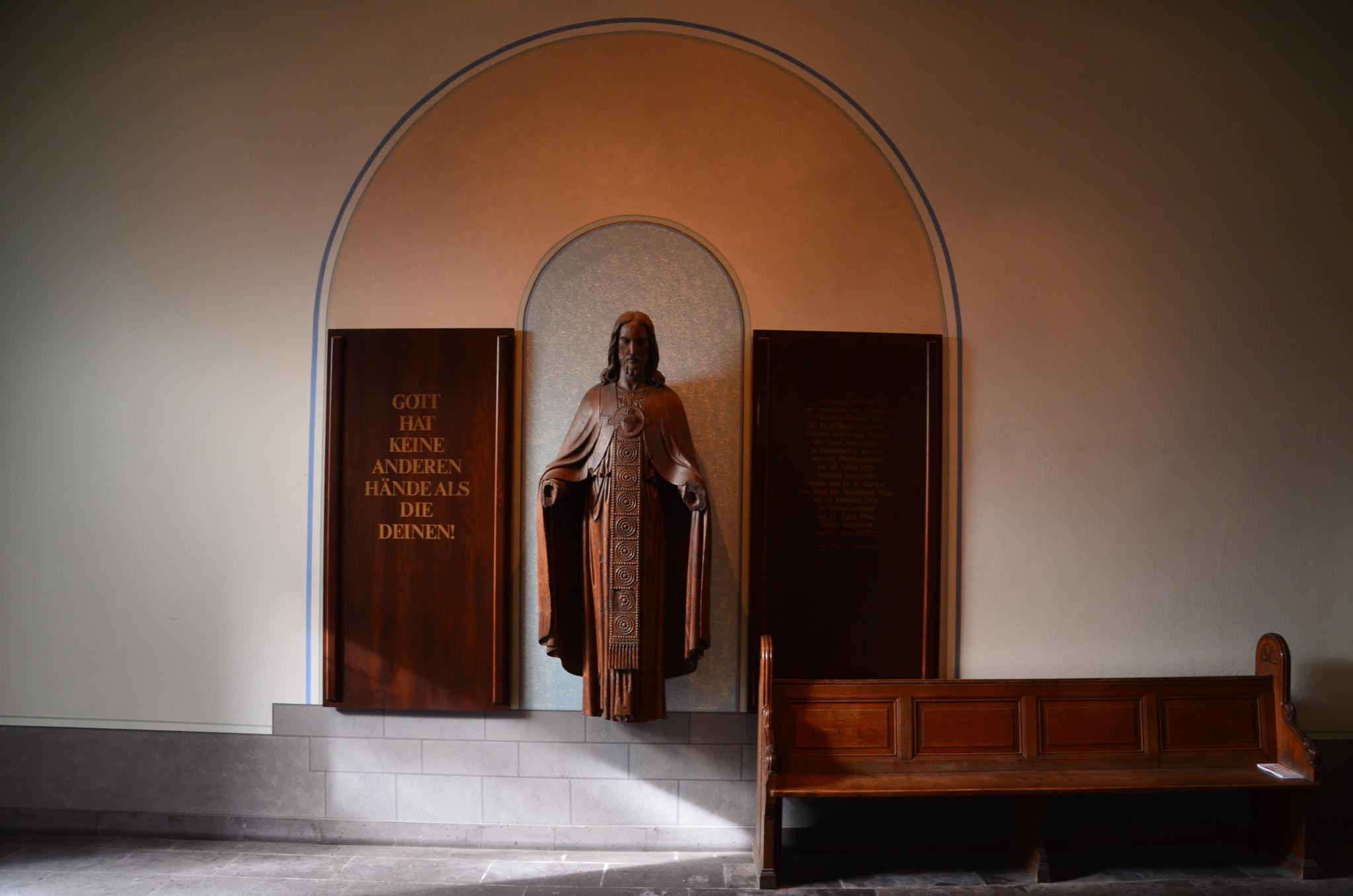
Christusfigur von Lambert Piedboeuf

Im Jahr 1977 wurde die Tageskapelle in Verbindung mit der Sanierung der Westfassade eingerichtet. In der Tageskapelle wurde am 17. Juni 1977 die Christusfigur von Lambert Piedboeuf aufgestellt, die 1926 anlässlich des 25-jährigen Priesterjubiläums des ersten Pfarrers, Wilhelm Dierdorf, geschaffen und vom Tiroler Bischof Sigismund Waitz eingeweiht wurde. Die Figur war bei einem Bombenangriff im April 1944 schwer beschädigt, nach dem Krieg aber in großen Teilen wieder restauriert worden. Die weggesprengten Hände der Christusstatue wurden nicht ersetzt, sondern ein Hinweis angebracht: „Gott hat keine anderen Hände als die deinen!“, ähnlich wie beim Ludgeri-Kreuz in Münster.

## Ausstattung

### Altäre

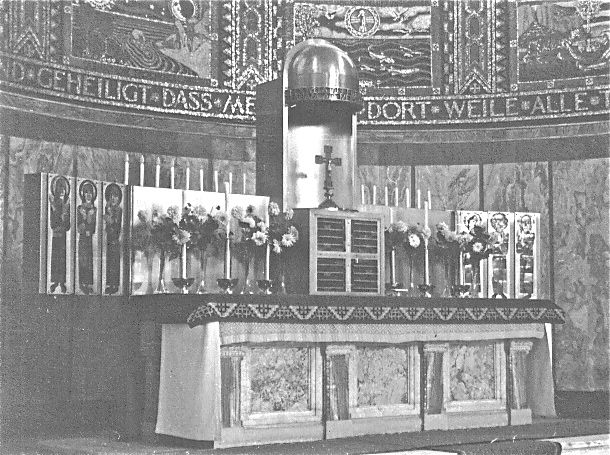
Hauptaltar der Herz-Jesu-Kirche, 1933

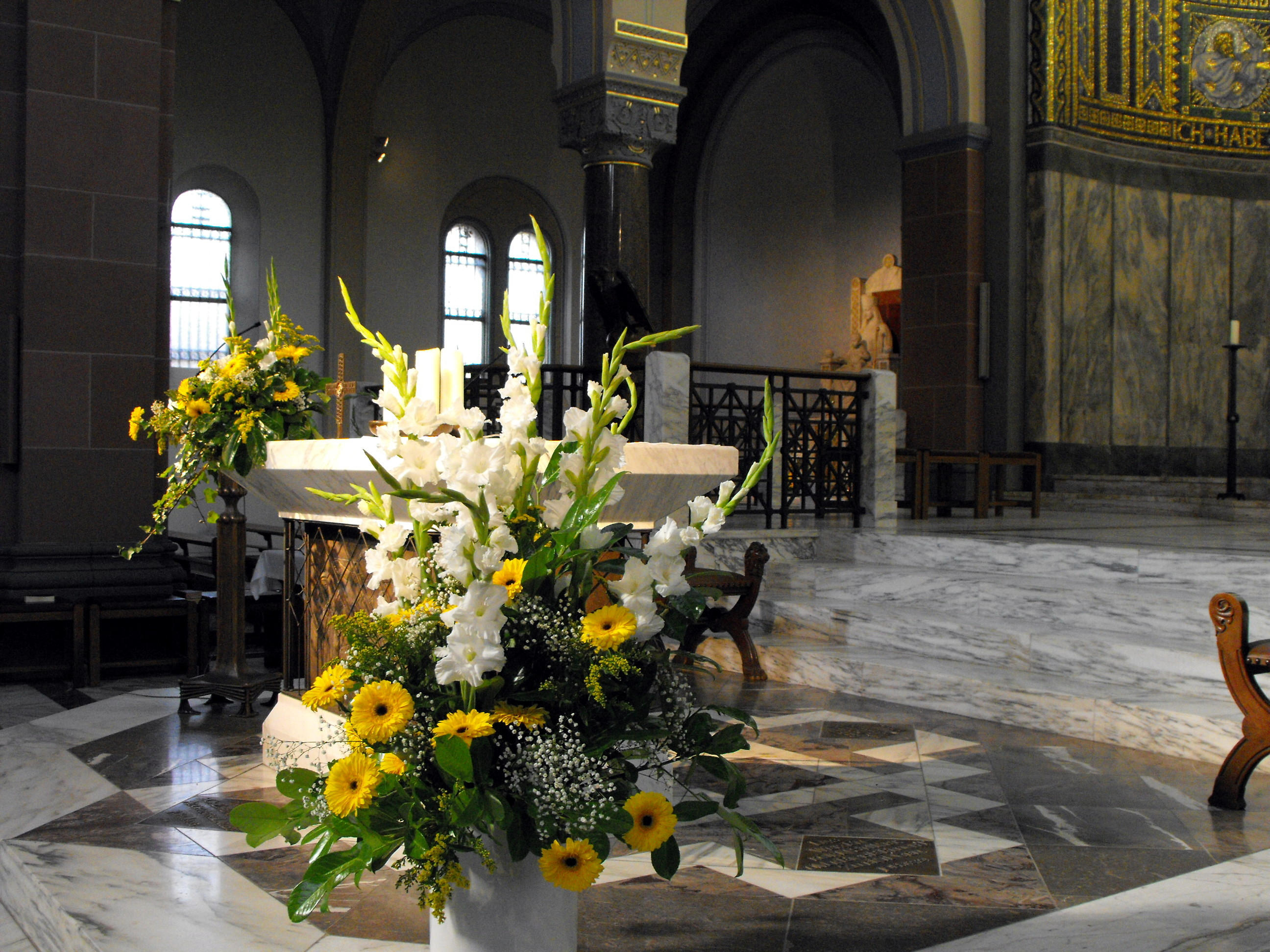
Der Volksaltar mit festlichem Blumenschmuck

Der Hochaltar wurde nach einem Entwurf von Josef Kleesattel von der Firma Pohl und Esser ausgeführt. Die Symbole der vier Evangelisten – Adler, Mensch, Löwe und Stier – schmücken die Kapitelle der Pilaster.
Der Sockel des Marienaltars wurde ebenso 1911 von Josef Kleesattel entworfen und von Pohl und Esser ausgeführt. Die auf einem goldverzierten Marmorthron sitzende Gottesmutter mit dem Jesuskind auf dem Schoß ist eine Arbeit von Lambert Piedboeuf, der für die Kirche auch die Christusfigur geschaffen hat. Ursprünglich waren beide Figuren mit einem Heiligenschein umgeben. Die eigentliche Planung, die Altarnische mit einem Mosaik auszukleiden, wurde nicht realisiert.
Am südwestlichen Kuppelpfeiler befindet sich der Altar der immerwährenden Hilfe, der 1928 aufgestellt wurde. Der ausführende Künstler ist nicht bekannt, der Entwurf wird Josef Kleesattel zugeschrieben. Dargestellt ist die Muttergottes-Ikone der Kirche San Matteo di Via Merulana in Rom in einem expressionistischen, geschnitzten Holzrahmen.
Dem Altar der immerwährenden Hilfe gegenüber steht der Antoniusaltar mit einem Reliefbild des heiligen Antonius von Padua. Der Künstler und das Jahr der Aufstellung des Altars ist unbekannt.
Der jüngste konsekrierte Altar, der Volksaltar, wurde auf Anregung des Pfarrers Peter Wiesner von dem Dürener Bildhauer Herbert Halfmann geschaffen und am 11. November 1987 durch den Aachener Bischof Klaus Hemmerle geweiht. Hinter einem filigranen Gitterwerk sind seitlich vier Reliefplatten aus Bronze mit Motiven aus dem Neuen Testament angebracht. Auf dem zur Gemeinde zeigenden Relief ist die Kreuzigung Jesu dargestellt, bei der der römische Hauptmann Longinus das Herz Jesu mit einer Lanze durchbohrt. Die Reliefplatte zur linken Seite zeigt eine Szene von der Hochzeit zu Kana, auf der rechten Seite ist die Geschichte vom Weizenkorn dargestellt. Auf dem zum Chorraum zugewandten Relief wird eine Szene aus der Speisung der Fünftausend thematisiert.
Der Josefsaltar, der sich früher in einer Apsis in der Nähe der Tür zur Sakristei befand, wurde 1934 von Joseph Buchkremer entworfen und vom Aachener Künstler Josef Mataré gestaltet. Das Altarbild zeigte den heiligen Josef als Mittelpunkt der Familie. Der Altar wurde beim Bombenangriff auf Burtscheid am 11. April 1944 zerstört.

### Tabernakel
Im Jahre 1933 wurde der Hostienschrein aus der Werkstatt August Witte (2) durch einen Tabernakel aus der Werkstatt von Fritz Schwerdt ersetzt, dessen Frontseite mit kleinen Emails in Rot- und Blautönen gestaltet ist. Wilhelm Giesbert von der Aachener Kunstgewerbeschule ergänzte im selben Jahr den Altar links und rechts des Tabernakels um einen in die Breite gezogenen Aufbau aus Duranmetall, der an den Enden mit je drei Email-Figuren nach Entwürfen von Anton Wendling (Ausführung Fritz Schwerdt; siehe historische Fotografie Hauptaltar der Herz-Jesu-Kirche von 1933) abschloss. Diese als Engel gedeuteten Figuren wurden zwischen 2016 und 2022 aufgefunden und hängen seit Oktober 2024 im Kirchenraum. Auf dem Tabernakeldach befand sich eine Kuppel mit einer in Latein verfassten Inschrift „Wenn ich erhöht werde, werde ich alles an mich ziehen“. Bis auf den vollständig erhaltenen Tabernakel sowie den sechs Email-Tafeln ist der Altaraufbau seit dem Zweiten Weltkrieg verschollen.

### Chormosaik

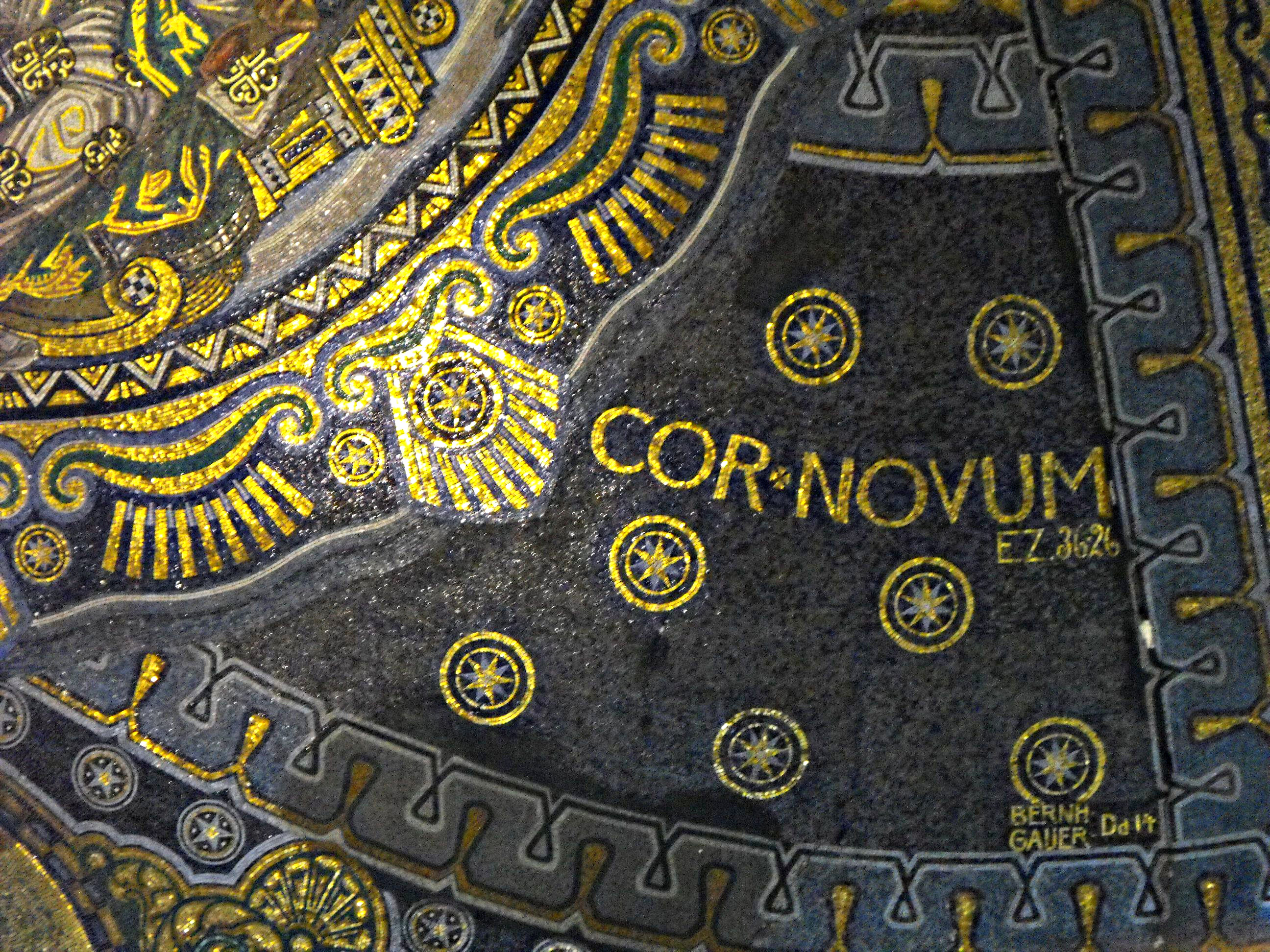
Erdbebenschaden im Mosaik (weiße Stelle und Riss im Bereich der rechten Girlande)

Das Chormosaik, das nach dem Mosaik im Aachener Dom zu den größten Mosaiken im Bistum zählt, wurde 1914 von dem Düsseldorfer Mosaizisten Bernhard Gauer vollendet. Durch die Beschädigung der Kirche im Zweiten Weltkrieg wurden auch Teile des Mosaikes zerstört bzw. stark in Mitleidenschaft gezogen. E stellt im oberen Teil die Heiligste Dreifaltigkeit vor dem Jerusalemer Tempel dar, ergänzt durch die Inschrift Dabo vobis cor novum („Ich gebe euch ein neues Herz“). Der untere Teil des Mosaiks verweist auf Szenen aus der Schöpfungsgeschichte („Ich habe diesen Ort erwählt und geheiligt, dass mein Herz dort weile alle Tage“).
Bei einem Erdbeben am 22. Juli 2002 der Magnitude 4,8 lösten sich Teile des Mosaiks und fielen in den Altarraum. Gleichzeitig bildete sich innerhalb des Mosaiks ein langer Riss.

### Weitere Inneneinrichtung
Zu den noch im Originalzustand erhaltenen Einrichtungsgegenständen der Kirche zählen das Adler-Lesepult und das Ewige Licht, das von dem in Aachen bekannten Juwelier Josef Zaun angefertigt wurde. Das Ewige Licht wird durch vier Erzengel und durch die Inschrift „Siehe er schlummert und schläft nicht, der Israel behütet. Psalm 120“ verziert.
Das heutige Taufbecken wurde nach dem Zweiten Weltkrieg in der Kirche aufgestellt, da das erste Taufbecken im Krieg zerstört wurde. Das Prozessions- oder Vortragekreuz stellt höchstwahrscheinlich eine Arbeit des Kölner Goldschmiedes Egino Weinert dar, dem auch die Kustodia zugeschrieben wird.

### Orgel

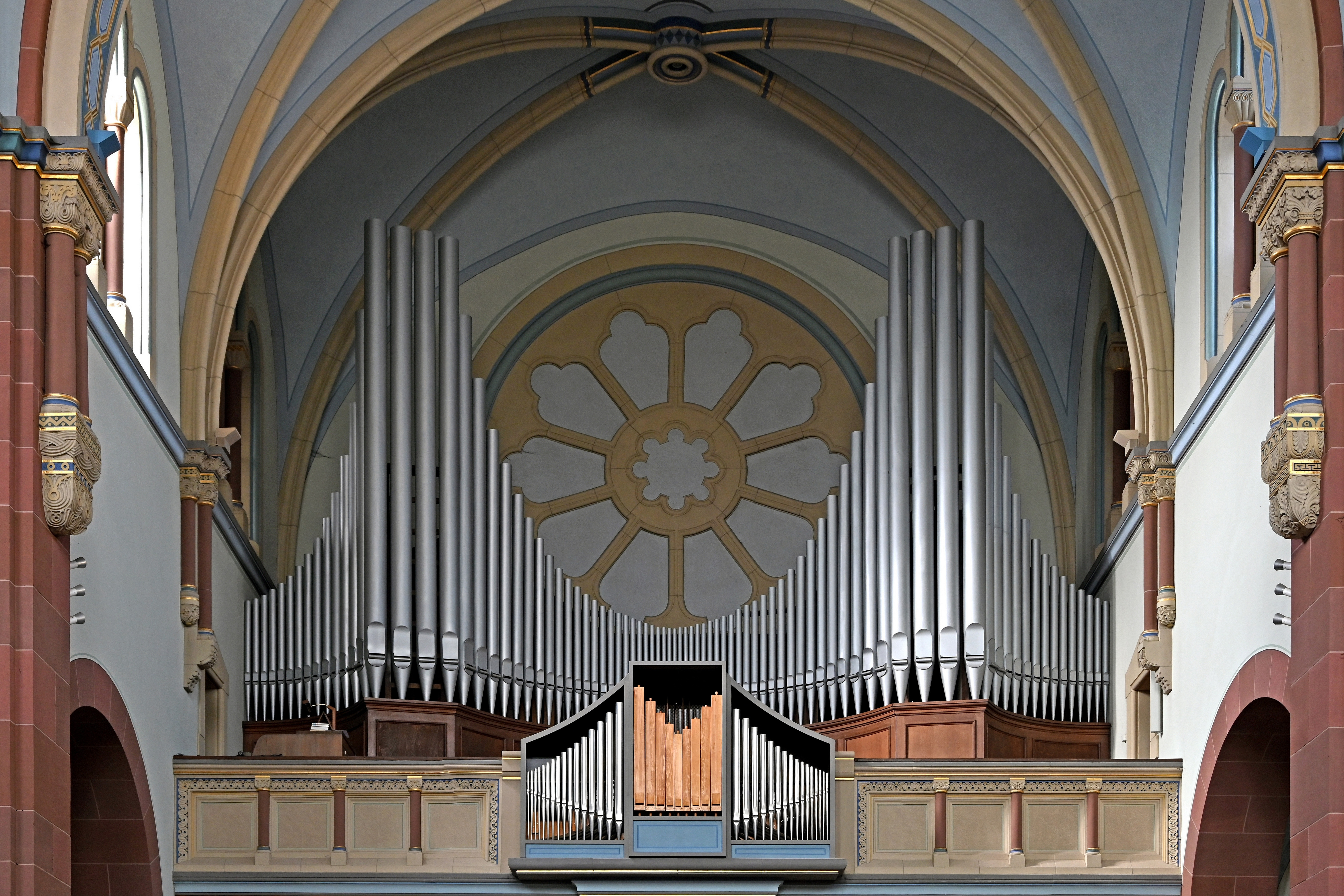
Orgelapsis der Herz-Jesu-Kirche

Die Weihe der heutigen Orgel fand am 19. November 1939 statt. Sie ersetzte eine gebrauchte Orgel, die von den Schwestern vom armen Kinde Jesus erworben wurde. Erbaut wurde die Orgel von Eduard Pelzer, dem damaligen Inhaber der bekannten Aachener Orgelbauanstalt Georg Stahlhuth. Pelzer kam, wie die meisten seiner Angestellten, am 11. April 1944 bei dem Bombenangriff auf Burtscheid ums Leben.
Die Orgel von Herz Jesu besitzt drei Manuale, 34 klingende Register, 55 Pfeifenreihen und insgesamt 2660 Pfeifen, sowie eine Walze. Trotz der schweren Beschädigung der Kirche im Zweiten Weltkrieg überstand die Orgel den Krieg fast unbeschadet.
| Pedalwerk C–f1 |                  |     |
| 1.             | Principalbaß     | 16′ |
| 2.             | Subbaß           | 16′ |
| 3.             | Gedecktbaß       | 16′ |
| 4.             | Oktave           | 08′ |
| 5.             | Violbaß          | 08′ |
| 6.             | Choralbaß        | 04′ |
| 7.             | Hintersatz V–VII |     |
| 8.             | Posaune          | 16′ |
| 9.             | Singend Cornett  | 02′ |

| I Hauptwerk C–g3 |                 |           |
| 10.              | Quintade        | 16′       |
| 11.              | Principal       | 08′       |
| 12.              | Querflöte       | 08′       |
| 13.              | Octave          | 04′       |
| 14.              | Nachthorn       | 02′       |
| 15.              | Rauschpfeife II | 02′+1 ⁄3′ |
| 16.              | Mixtur V        |           |
| 17.              | Trompete        | 08′       |
|                  | Tremulant       |           |

| II Rückpositiv C–g3 |               |        |
| 18.                 | Gedeckt       | 8′     |
| 19.                 | Praestant     | 4′     |
| 20.                 | Rohrflöte     | 4′     |
| 21.                 | Principal     | 2′     |
| 22.                 | Terz          | 1 3⁄5′ |
| 23.                 | Schnabelflöte | 1′     |
| 24.                 | Scharf IV     |        |
| 25.                 | Krummhorn     | 8′     |
|                     | Tremulant     |        |

| III Schwellwerk C–g3 |               |        |
| 26.                  | Principal     | 08′    |
| 27.                  | Rohrgedeckt   | 08′    |
| 28.                  | Salicional    | 08′    |
| 29.                  | Principal     | 04′    |
| 30.                  | Blockflöte    | 04′    |
| 31.                  | Sifflöte      | 01 ⁄3′ |
| 32.                  | Mixtur V      |        |
| 33.                  | Zimbel III    |        |
| 34.                  | Dulcian       | 16′    |
| 35.                  | Trichterregal | 08′    |
|                      | Tremulant     |        |

- Koppeln: II/I, III/I, III/II, I/P, II/P, III/P (auch als Superoktavkoppel)
- Spielhilfen: Zwei freie Kombinationen, eine freie Pedalkombination, Absteller für die Zungenregister.

### Glocken
In den Flankentürmen der Herz-Jesu-Kirche hängen vier Bronzeglocken.
In den Jahren 1910 und 1913 goss der Glockengießer Karl (I) Otto von der Glockengießerei Otto aus  Hemelingen bei Bremen) vier Glocken. Drei dieser Glocken wurden im Zuge der Rohstoffsammlung im Rahmen der Metallspende des deutschen Volkes am 4. April 1917 demontiert und eingeschmolzen. Bis heute erhalten blieb lediglich die größte Glocke des Geläuts, gegossen 1910; sie hängt im westlichen Flankenturm und trägt die Inschrift: „Des Herzen Jesu Ehren soll mein Ruf vermehren“.
1928 goss Ernst Karl (II) Otto zwei Glocken, von denen aber eine 1942 beschlagnahmt und ebenfalls eingeschmolzen wurde. Erst im Jahr 1959 konnten von Karl (III) Otto zwei neue Bronzeglocken gegossen und im südlichen Flankenturm in einem neuen Glockenstuhl installiert werden. Alle vier Glocken haben eine mittelschwere Rippe.
Die kleinste Glocke verfügt über ein Schlagwerk für den Stundenschlag und wird auch für das Angelusläuten verwendet.
| Nr | Gussjahr | Gewicht | Schlagton | Bemerkung                                                                   |
| -- | -------- | ------- | --------- | --------------------------------------------------------------------------- |
| 1  | 1910     | 750 kg  | fis1      |                                                                             |
| 2  | 1928     | 475 kg  | a1        |                                                                             |
| 3  | 1959     | 350 kg  | h1        | Erste Glocke (von 1913) 1917, zweite Glocke (von 1928) 1942 eingeschmolzen. |
| 4  | 1959     | 200 kg  | d2        | Für das Angelusläuten und mit Schlagwerk für den Stundenschlag              |

Die Geläutedisposition ist Cibavit eos, Introitus in festo Corporis Christi nach dem Vorbild des Gregorianischen Chorals. Darüber hinaus kann mit den Glocken I bis III das Te Deum und mit den Glocken II bis IV das Gloria-Motiv intoniert werden.
| Motivbildung: kleine Terz, große Sekunde (Schlagtöne hier: fis1 – a1 – h1) |
| Motivbildung: große Sekunde, kleine Terz (Schlagtöne hier: h1 – cis2 – e2) |

## Kunstschätze in der Herz-Jesu-Kirche

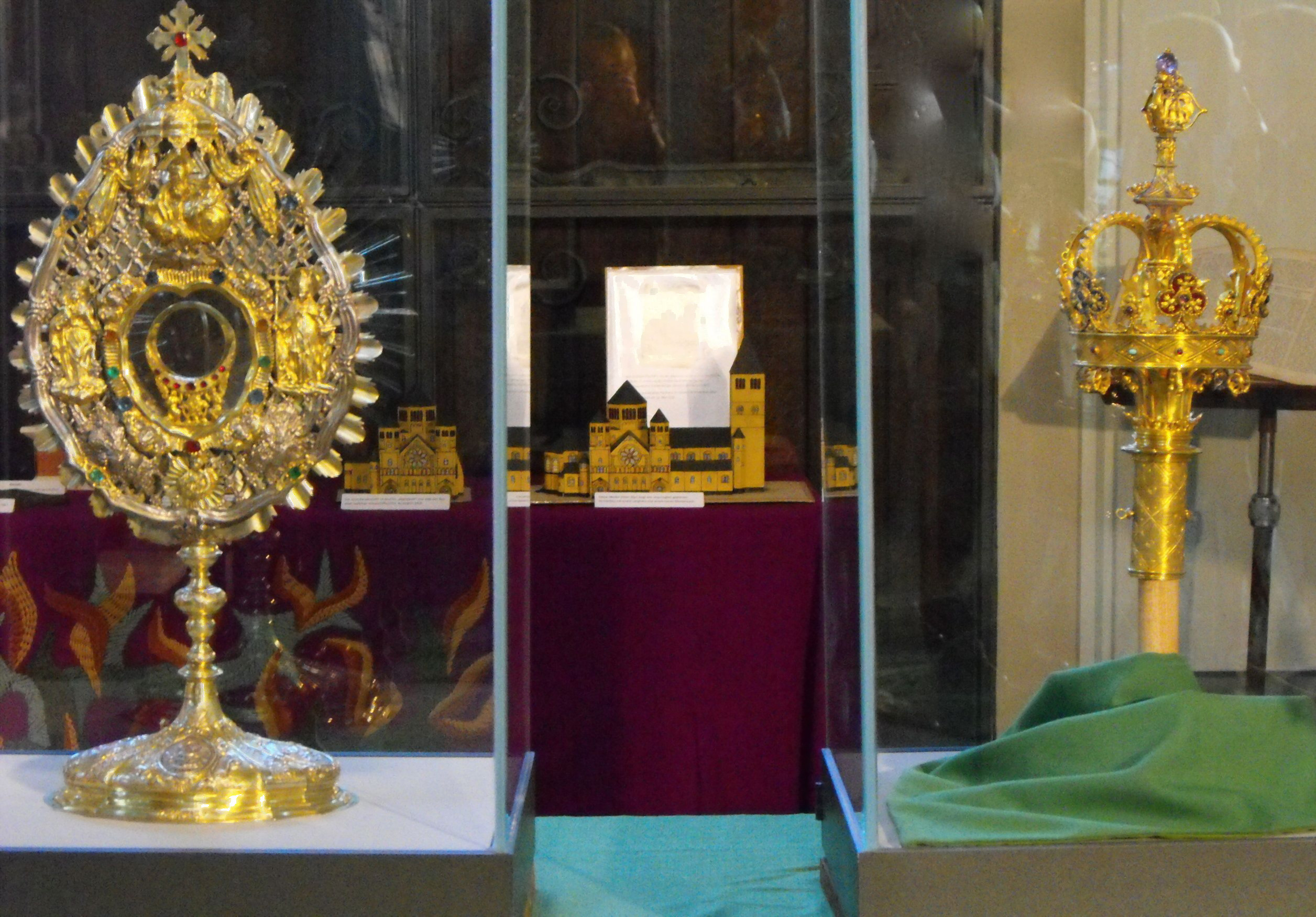
Kirchenschätze der Herz-Jesu-Kirche, ausgestellt 2012

Die Pfarre Herz Jesu besitzt einige wertvolle Kunstschätze, zu denen die Monstranz aus dem 18. Jahrhundert zählt. Ursprünglich war sie im Besitz der Merksteiner Pfarrkirche, wurde persönlich vom Aachener Stiftspropst Kaufmann erworben und der Pfarre Herz Jesu gestiftet. Die rund 60 cm hohe, aus teilvergoldetem Silber gefertigte Monstranz ist im Rokoko-Stil gehalten. Das mit Edelsteinen verzierte Expositorium ist mit geflügelten vergoldeten Engelsköpfen besetzt. Auf dem Rahmen der unvergoldeten Monstranz finden sich figürliche vergoldete Darstellungen eines Heiligen, der Gottesmutter und eines Bischofs. Bekrönt wird die Monstranz durch Gott Vater unter einem halbkreisförmigen Baldachin.
Die Marienkrone wurde 1893 von dem Aachener Goldschmied Bernhard Witte angefertigt und sollte vermutlich als Bekrönung eines Fahnenstocks dienen. Die edelsteinbesetzte Krone ist der marianischen Kongregation junger Kaufleute zu Aachen gewidmet.
Das Messgewand zu Ehren von Kardinal Fischer (Fischergewand) aus golddurchwirktem Brokatstoff wurde 1917 von der Firma Paulus in Aachen angefertigt. Im Zweiten Weltkrieg stark beschädigt, wurde es restauriert und wird heute zu feierlichen Anlässen getragen. Auf dem Messgewand ist die Widmung „Im Andenken an die Weihe der Kirche Herz Jesu Aachen Antonius Cardinal Fischer“ angebracht. Verziert wird das Gewand durch Bildnisse der heiligen Ursula, des heiligen Gereon und heiligen Agilolfus, deren Reliquien sich im Hauptaltar befinden.

## Pfarrhaus und Kaplanei

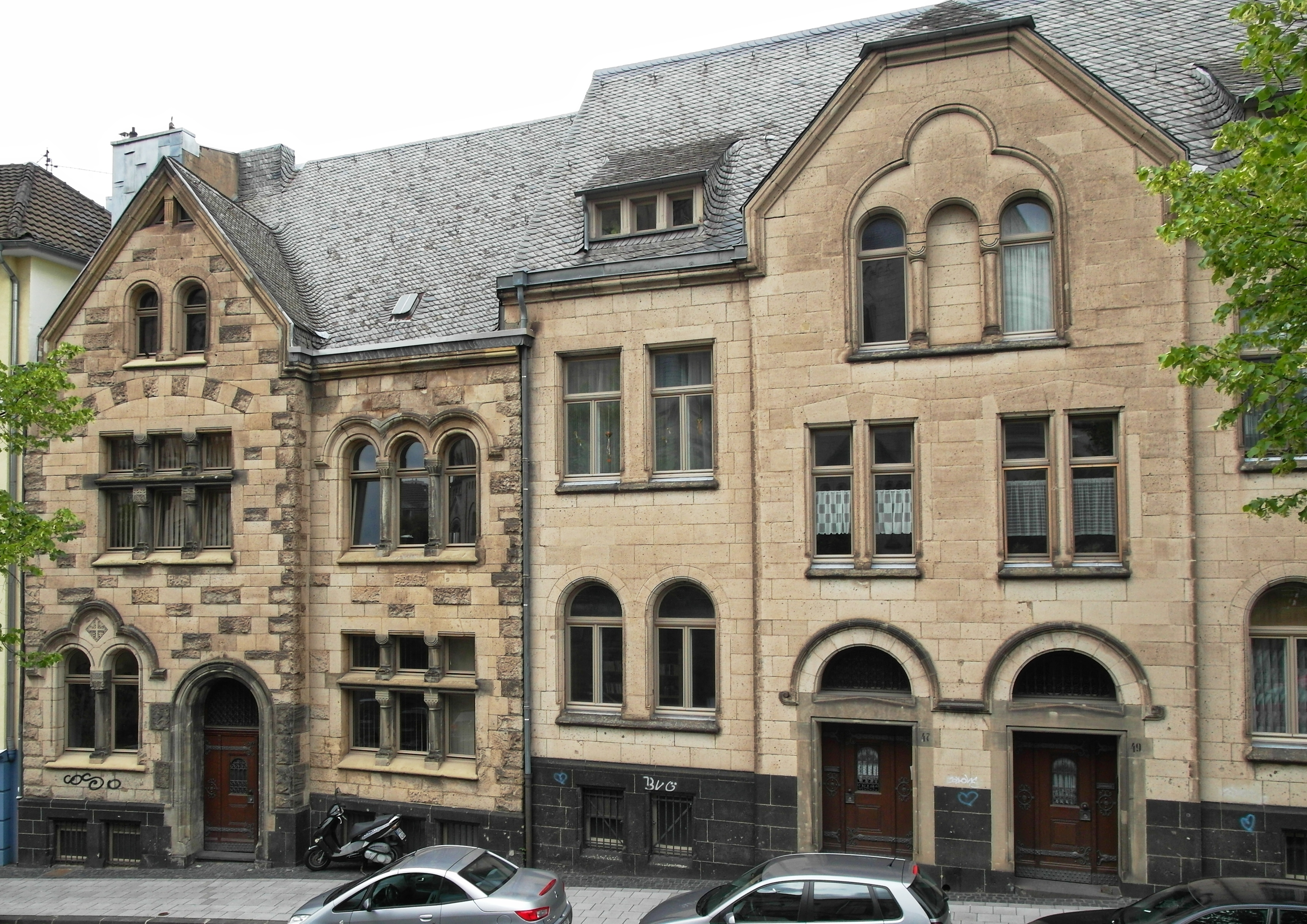
Pfarrhaus und Kaplanei der Herz-Jesu-Kirche

Das Pfarrhaus, in der Viktoriaallee 45 gelegen, wurde ebenfalls im neoromanischen Stil von Josef Kleesattel um 1910 in unmittelbarer Nachbarschaft zur Kirche errichtet. Das zweigeschossige Gebäude mit einer Werksteinfassade passt sich dem Stil der Kirche an. Der linke Teil des Gebäudes wurde risalitartig vorgezogen.
Während eines Bombenangriffes 1943 wurden das Pfarrheim und das Pfarrhaus mit dem dort befindlichen Pfarrarchiv durch Brandbomben vollständig zerstört. Das Pfarrhaus wurde nach dem Krieg neu errichtet. Die neben dem Pfarrhaus in der Viktoriaallee 47 bis 49 stehende Kaplanei wurde ebenfalls durch Josef Kleesattel 1914–1915 im neoromanischen Stil errichtet. Das zweigeschossige Gebäude mit einer Werksteinfassade ist durch einen dreigeschossigen Mittelrisalit charakterisiert. Die beiden Gebäude sind die einzigen neoromanischen Wohngebäude im Frankenberger Viertel.

## Pfarrer
Die Pfarrer seit Bestehen der Pfarre Herz Jesu waren beziehungsweise sind:
- 1912–1927: Wilhelm Dierdorf († 3. April 1939)
- 1927–1955: Friedrich Fischer († 25. August 1957)
- 1956–1973: Karl Liermann († 17. Januar 1973)
- 1973–1997: Peter Wiesner
- 1998–2012: Msgr. Heribert August
- seit Ende 2012: Frank Hendriks in solidum mit Thomas Faltyn